# Ernest Mottier
 (juillet 2020).
Ernest « Édouard » Mottier (né le 16 avril 1891 à Château-d'Œx, mort le 16 août 1968) est un joueur professionnel suisse de hockey sur glace.

## Carrière
Édouard Mottier fait partie de l'équipe fondatrice du Hockey Club Château-d'Œx. Le club participe au championnat de Suisse l'année suivante et est vainqueur du championnat international en 1922 et 1924.
Édouard Mottier fait partie de l'équipe de Suisse aux Jeux olympiques de 1924 à Chamonix,. Il est présent également aux championnats d'Europe en 1922.